# Maria di Cosimo I de' Medici
Maria Lucrezia de' Medici (Firenze, 3 aprile 1540 – Livorno, 19 novembre 1557) era la figlia primogenita del granduca di Toscana Cosimo I de' Medici e di Eleonora di Toledo.

## Biografia

### Infanzia
Cosimo I de' Medici aveva già avuto una figlia illegittima, Bia, ma Maria era la sua prima figlia legittima, nata dal matrimonio con la nobildonna spagnola Eleonora di Toledo. Era la primogenita di una serie di undici figli legittimi ed ebbe il nome delle nonne paterna e materna.
La discendenza di Cosimo I e di Eleonora, sebbene numerosa, non fu certo toccata dalla fortuna: tre bambini morirono ancora in fasce, quattro, Maria compresa, durante l'adolescenza o la prima maturità (tra questi, Lucrezia, forse deceduta per avvelenamento propinato dal marito); una figlia fu assassinata a 34 anni (Isabella), il primogenito Francesco morì in circostanze misteriose, di febbre terzana - anche qui si parlò di avvelenamento - a 46 anni, lasciando due soli figli maschi in grado di continuare la dinastia; di questi, Don Pietro fu un personaggio discutibile - anche assassino - e lasciò solo figli illegittimi. Restò solo a Ferdinando il compito di riscattare l'immagine familiare e continuare la discendenza, cosa che gli riuscì benissimo e con duratura gloria.

### Educazione
Maria fu educata da vera e propria principessa, assieme ai suoi fratelli, vivendo con i genitori a Palazzo Vecchio, dove venne inaugurata una pompa principesca inusitata per Firenze. Tra i tutori si ricordano Pier Francesco Riccio e Antonio Angeli da Barga. I cronisti del tempo riportano come sapesse parlare spagnolo fluentemente, insegnatole dalla stessa madre e perfezionato sotto la guida di maestri iberici.

### Fidanzamento e morte
Già in tenera età si erano predisposte le sue nozze, fidanzandola ufficialmente a Alfonso II d'Este; ma il matrimonio non poté mai avvenire, perché nel 1557 Maria morì a Livorno, probabilmente colpita dalle febbri malariche, per via delle paludi infestate che allora circondavano il piccolo villaggio di pescatori, che divenne un grande porto solo alcuni decenni più tardi. Alfonso sposò poi sua sorella Lucrezia, sulla quale pesano sospetti di avvelenamento da parte di Alfonso stesso.
Di Maria ci rimane un prezioso ritratto di Agnolo Bronzino, eseguito quando aveva sette o otto anni circa, conservato agli Uffizi. Tra i ritratti della famiglia di Cosimo I, dipinti da Bronzino, il suo è uno tra i più solenni: il prezioso vestito di velluto nero, ricamato in oro e con collo di fine organza di seta bianca, fa risaltare il suo chiaro incarnato e la sua espressione attenta e profonda. Magnifico è il corredo di gioielli, soprattutto le perle, che sottolineano il suo status principesco e rappresentano oggi una preziosissima testimonianza della moda dell'epoca.
Le sue spoglie sono sepolte nell'oratorio della Fortezza Vecchia di Livorno.

## Ascendenza
|                                  |                                       |                                       | Genitori                     |  |  | Nonni |  |  | Bisnonni             |  |  | Trisnonni                |  |
|                                  |                                       |                                       |                              |  |  |       |  |  | Giovanni il Popolano |  |  | Pierfrancesco il Vecchio |  |
|                                  |                                       |                                       |                              |  |  |       |  |  | Giovanni il Popolano |  |  | Pierfrancesco il Vecchio |  |
|                                  |                                       | Laudomia Acciaiuoli                   |                              |  |  |       |  |  | Giovanni il Popolano |  |  |                          |  |
| Giovanni dalle Bande Nere        |                                       |                                       |                              |  |  |       |  |  | Giovanni il Popolano |  |  |                          |  |
|                                  |                                       | Caterina Sforza                       | Galeazzo Maria Sforza        |  |  |       |  |  |                      |  |  |                          |  |
|                                  |                                       | Caterina Sforza                       | Galeazzo Maria Sforza        |  |  |       |  |  |                      |  |  |                          |  |
|                                  |                                       | Caterina Sforza                       | Lucrezia Landriani           |  |  |       |  |  |                      |  |  |                          |  |
| Cosimo I de' Medici              |                                       | Caterina Sforza                       |                              |  |  |       |  |  |                      |  |  |                          |  |
|                                  |                                       | Jacopo Salviati                       | Giovanni Salviati            |  |  |       |  |  |                      |  |  |                          |  |
|                                  |                                       | Jacopo Salviati                       | Giovanni Salviati            |  |  |       |  |  |                      |  |  |                          |  |
|                                  |                                       | Jacopo Salviati                       | Elena Gondi                  |  |  |       |  |  |                      |  |  |                          |  |
| Maria Salviati                   |                                       | Jacopo Salviati                       |                              |  |  |       |  |  |                      |  |  |                          |  |
|                                  |                                       | Lucrezia di Lorenzo de' Medici        | Lorenzo de' Medici           |  |  |       |  |  |                      |  |  |                          |  |
|                                  |                                       | Lucrezia di Lorenzo de' Medici        | Lorenzo de' Medici           |  |  |       |  |  |                      |  |  |                          |  |
|                                  |                                       | Lucrezia di Lorenzo de' Medici        | Clarice Orsini               |  |  |       |  |  |                      |  |  |                          |  |
| Maria di Cosimo I de' Medici     |                                       | Lucrezia di Lorenzo de' Medici        |                              |  |  |       |  |  |                      |  |  |                          |  |
|                                  | Fadrique Álvarez de Toledo y Enríquez | García Álvarez de Toledo y Carrillo   |                              |  |  |       |  |  |                      |  |  |                          |  |
|                                  | Fadrique Álvarez de Toledo y Enríquez | García Álvarez de Toledo y Carrillo   |                              |  |  |       |  |  |                      |  |  |                          |  |
|                                  | Fadrique Álvarez de Toledo y Enríquez | María Enríquez de Quiñones y Cossines |                              |  |  |       |  |  |                      |  |  |                          |  |
| Pedro Álvarez de Toledo y Zúñiga | Fadrique Álvarez de Toledo y Enríquez |                                       |                              |  |  |       |  |  |                      |  |  |                          |  |
|                                  |                                       | Isabel de Zúñiga y Pimentel           | Álvaro de Zúñiga y Guzmán    |  |  |       |  |  |                      |  |  |                          |  |
|                                  |                                       | Isabel de Zúñiga y Pimentel           | Álvaro de Zúñiga y Guzmán    |  |  |       |  |  |                      |  |  |                          |  |
|                                  |                                       | Isabel de Zúñiga y Pimentel           | Leonor Pimentel y Zúñiga     |  |  |       |  |  |                      |  |  |                          |  |
| Eleonora di Toledo               |                                       | Isabel de Zúñiga y Pimentel           |                              |  |  |       |  |  |                      |  |  |                          |  |
|                                  |                                       | Luis Pimentel y Pacheco               | Rodrigo Alonso Pimentel      |  |  |       |  |  |                      |  |  |                          |  |
|                                  |                                       | Luis Pimentel y Pacheco               | Rodrigo Alonso Pimentel      |  |  |       |  |  |                      |  |  |                          |  |
|                                  |                                       | Luis Pimentel y Pacheco               | María Pacheco y Portocarrero |  |  |       |  |  |                      |  |  |                          |  |
| María Osorio y Pimentel          |                                       | Luis Pimentel y Pacheco               |                              |  |  |       |  |  |                      |  |  |                          |  |
|                                  |                                       | Juana Osorio y Bazán                  | Pedro Álvarez Osorio         |  |  |       |  |  |                      |  |  |                          |  |
|                                  |                                       | Juana Osorio y Bazán                  | Pedro Álvarez Osorio         |  |  |       |  |  |                      |  |  |                          |  |
|                                  |                                       | Juana Osorio y Bazán                  | María de Bazán               |  |  |       |  |  |                      |  |  |                          |  |
|                                  |                                       | Juana Osorio y Bazán                  |                              |  |  |       |  |  |                      |  |  |                          |  |